# Costanzo Costantini

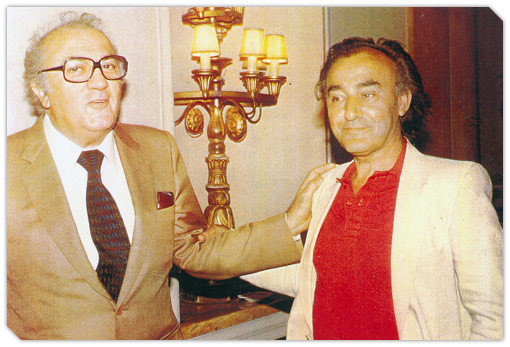
Costanzo Costantini avec Federico Fellini, 1982

Costanzo Costantini, né le 12 février 1924 à Isola del Liri, dans la province de Frosinone, et mort à Rome le 8 mars 2014, est un journaliste, écrivain, critique littéraire, biographe italien,.

## Biographie
Diplômé de philosophie, il fut rédacteur en chef en ce qui concerne le patrimoine culturel du journal Il Messaggero de Rome. Ses interviews ont été portées à l'écran par Gremese (it) dans les films King et Queens.
Il a publié de nombreux essais et biographies. Son roman « J'ai essayé de vivre » a été adapté au cinéma par Nicolas Roeg sous le titre Bad Timing.
Il a également publié Meana (it) « Petite cocaïne » Marina Ripa di Meana, les biographies de trois peintres, Mario Schifano. Franco Angeli et Tano Festa, nommé Roma à Rogo, un acte d'accusation contre la détérioration de la ville.

« De plus, il n'a jamais nié les incursions dans le monde de la littérature, non seulement comme écrivain, mais aussi en tant que critique. Des exemples du volume de ses conversations avec le grand Jorge Luis Borges. Analyse de O, tout à fait impitoyable : Moravia e le sue tre disgrazie dédiée à la critique d’Alberto Moravia. »

Son livre sur Federico Fellini est sorti en France en 1995 et a été publié en plusieurs langues.

## Publications
- (it) De Chirico il pittore portentoso, Iacobelli Editore, 2012.
- (it) Cocaina a colazione, Christian Maretti Editore, 2011.
- (it) Vito Bongiorno l'Yves Klein italiano, Il Cigno GG edizioni Roma, 2010.
- (it) I graffiti perduti di Berlino, Gremese Editore, 2009.
- (it) La storia del Messaggero, Il più grande quotidiano di Roma dalla suafondazione a oggi, Gremese Editore, 2008.
- (it) La luce-colore di Bruno Gorgone, Ediz. italiana, inglese e francese, Sabatelli Editore, 2008.
- (it) Roma al rogo. Storie graffianti e ironiche di sesso droga sette sataniche e tentacolare malcostune, L'Airone Editrice, Rome, 2008.
- (it + en) Jason Benjamin, If the air could speak. Édition italienne et anglaise, Barbieri Selvaggi, 2007.
- (it) Il pittore misterioso, Silvana, 2006.
- (it) Moravia e le sue tre disgrazie, L'Airone Editrice, Rome, 2006.
- (it) Sangue sulla dolce vita, L'Airone Editrice, Rome, 2006.
- (it) Enigma della pietra, Conversations avec Igor Mitoraj, Il Cigno GG Edizioni, 2004.
- (it) Pio Istituto Catel. Concorso di scultura 2004, Il Cigno GG Edizioni, 2004.
- (it) Lee Hyun. La pace nell'infinito. Testo coreano e francese a fronte, Bora, 2004.
- (it) Borges. Colloqui esclusivi con il grande scrittore argentino, Sovera Edizioni, 2003.
- (it) L'inferno di Fellini, Sovera Edizioni, 2003.
- (it) La vita di Manzù,	Il Cigno GG Edizioni, 2002.
- (it) Gelsomina. Giulietta Masina racconta..., Il Calamo, 2001.
- (it) Élan vital. Morena Antonucci, Ve. La. Editrice, 2001.
- (it) Uccello del paradiso, Gremese Editore, 2000.
- (it) Le regine del cinema, Gremese Editore, 1997.
- (it) I re del cinema, Gremese Editore, 1997.
- (it) Balthus, Catalogo Pieraldo, 1996.
- (it) L'enigma Balthus, Gremese Editore, 1996.
- (it) Fellini. Raccontando di me. Conversazioni con Costanzo Costantini, Editori Riuniti, 1996.
- (it) Marcello Mastroianni. Vita, amori e successi di un divo involontario, Editori Riuniti, 1996.
- (it) Omaggio a Federico Fellini, Carrara Museo civico del marmo 1995, Bora, 1995.
- (it) Io Federico	Mondadori, 1994.
- (it) Umberto Mastroianni. La biografia completa, Bora, 1993.
- (it) Franco Marzilli. Spazio Fiat arte. Catalogo della mostra, (Roma 1993), Bora, 1993.
- (it) Manzù una vita straordinaria, Il Cigno GG Edizioni, 1989.
- (it) L'ultimo Visconti, Sugar, 1976.

### Traductions en langue française
- Baiser à l'italienne (roman), trad. de l'italien par Gilbert Taïeb, Fayard, 1975.
- Conversations avec Federico Fellini, trad. de l'italien par Nathalie Castagné, Denoël, 1995[3].
- Balthus à contre-courant. Entretiens, trad. de l'italien par Nathalie Castagné, les Éditions Noir sur blanc, 2001.